# Slag bij de Vorskla
De Slag bij de Vorskla was een grote veldslag in de geschiedenis van Oost-Europa en vond plaats op 12 augustus 1399 tussen de Gouden Horde, onder leiding van Edigu en Temür Qutlugh, en het leger van groothertog Vytautas de Grote van Litouwen.

## Aanloop
In de jaren tachtig van de veertiende eeuw was Tochtamysj erin geslaagd om het gezag van de Gouden Horde te vestigen in het bosachtige Russische gebied, maar tegelijkertijd werd hij bedreigd door zijn voormalige beschermheer Timoer Lenk. Ook de Russen werden door de hordes van Timoer Lenk aangevallen en hij wist Tochtamysj te verslaan en af te zetten waarop deze naar Groothertogdom Litouwen vluchtte.
Omstreeks diezelfde tijd had groothertog Vytautas de Grote de plannen om zijn Tataarse buren te onderwerpen. Hij wist een aantal succesvolle invallen in hun gebied te doen en enkele groepen Tataren en Karaïeten te hervestigen binnen de grenzen van Litouwen en Polen. Aangemoedigd door dit succes kreeg Vytautas het verlangen om Moskou te veroveren. Hierop begon Vytautas met onderhandelingen met de naar Litouwen gevluchte Tochtamysj:

Laten we tegen khan Temür Qutlugh marcheren met onze troepen en vele vorsten. Ik zal je laten zetelen over het tsarenrijk en de gehele Horde. Je moet mij laten zetelen over het Grootvorstendom Moskou en de Republiek Novgorod en Pskov, terwijl Tver en Rjazan al de mijne zijn. En ik zal de Duitsers alleen nemen.

Vervolgens riep Vytautas al zijn westerse bondgenoten op om op kruistocht te gaan tegen de ongelovige Tataren. Verschillende naties gaven gehoor aan zijn oproep. Onder hen bevonden zich Polen, Teutonen, Litouwers en de Tataren van Tochtamysj. Op de steppen bij de rivier de Vorskla trof het gecombineerde leger de Horde van Temir Qutlugh. De twee legers sloegen hun kamp op op de beide oevers van de rivier. Volgens de Russische kronieken zou de khan onder de indruk zijn geweest van de dreigementen van Vytautas en zou hij bereid te zijn geweest om hulde te brengen aan de groothertog en vroeg hij vervolgens om drie dagen bedenktijd. In die drie dagen arriveerde de versterkingen onder leiding van Edigu en hij verklaarde dat hij liever dood was dan om Vytautas te dienen.

## Slag
op 12 augustus 1399 maakten de beide legers zich klaar voor de slag. Vytautas had het idee om een wagenburcht te bouwen om de cavalerie-aanvallen tegen te houden en om ze vervolgens neer te schieten met zijn kanonnen en artillerie. Zijn leger was goed uitgerust, maar was kleiner in aantal. Temur Qutlugh veinsde een terugtrekking waarop Vytautas zijn wagenburcht verliet om in de achtervolging te gaan. Nadat het Litouwse leger ver genoeg van de burcht was werden ze ingesloten door de mannen van Edigu. Hierop zag Tochtamysj in dat de slag verloren was en vluchtte hij met zijn leger. Vervolgens gebruikten de Tataren hun eigen artillerie om de Litouwse artillerie te vernietigen en tegelijkertijd de wagenburcht te vernietigen.

## Nasleep
Vytautas wist ternauwernood te ontsnappen, maar vele prinsen overleefden de slag niet, zoals zijn broers Demetrius I Starshy en Andreas van Polotsk. Ook andere vorsten als Stefanus I van Moldavië overleefde de slag niet. Ongeveer vijftig vorsten vochten onder de vlag van Vytautas en ongeveer twintig van hen vonden de dood. De Tataren belegerden vervolgens Kiev, maar die stad wist een plundering af te kopen. Tot aan Loetsk achtervolgden ze ook Tochtamtysj, die de komende zeven jaar zich verborg tot hij werd vermoord in 1407.
Door het verlies van de slag verloor het groothertogdom Litouwen hun toegang tot de Zwarte Zee en kwam er een einde aan hun pogingen om Roethenië te veroveren. Ook resulteerde deze slag in de opstand van Joeri van Smolensk tegen het Litouws gezag en ook Novgorod en Pskov kwamen in opstand. Voor Vytautas verloor hij politiek weinig en wist hij zelfs in 1403 met de Unie van Krewo de groothertogelijke titel voor het leven te verkrijgen.